# 820
Раннє Середньовіччя. Епоха вікінгів. Золота доба ісламу. Реконкіста. 
У Східній Римській імперії завершилося правління Лева V Вірменина, почалося правління Михаїла II Травла.  У Франкському королівстві триває правління Людовика Благочестивого. Північ Італії належить Франкському королівству, Рим і Равенна під управлінням Папи Римського, герцогства на південь від Римської області незалежні, деякі області на півночі та на півдні належать Візантії. Піренейський півострів, окрім Королівства Астурія, займає Кордовський емірат. В Англії триває період гептархії. Існують слов'янські держави: Карантанія, як васал Франкського королівства, та Перше Болгарське царство.
Аббасидський халіфат очолює аль-Мамун. У Китаї править династія Тан. Велика частина Індії під контролем імперії Пала. В Японії триває період Хей'ан. Хозарський каганат підпорядкував собі кочові народи на великій степовій території між Азовським морем та Аралом. Територію на північ від Китаю займає Уйгурський каганат.
На території лісостепової України в IX столітті літописці згадують слов'янські племена білих хорватів, бужан, волинян, деревлян, дулібів, полян, сіверян, тиверців, уличів. У Північному Причорномор'ї співіснують різні кочові племена, зокрема булгари, хозари, алани, тюрки, угри, кримські готи. Херсонес Таврійський належить Візантії.

## Події
- Убито візантійського василевса Лева V Вірменина. Новим імператором став Михаїл II Травл. Він вибрав політику терпимості щодо ікон й повернув засланих іконошанувальників.
- Проти Михаїла II підняв повстання Фома Слов'янин. Він взяв Константинополь в облогу, але не зміг його захопити.
- Син раба Тахір отримав від халіфа аль-Мамуна в управління Хорасан. Його правління практично незалежне від халіфату. Він започаткував династію Тахіридів.
- Вікінги з'явилися біля узбережжя Фландрії, потім у гирлі Сени, але їм дали відсіч.